# Santana (Band)

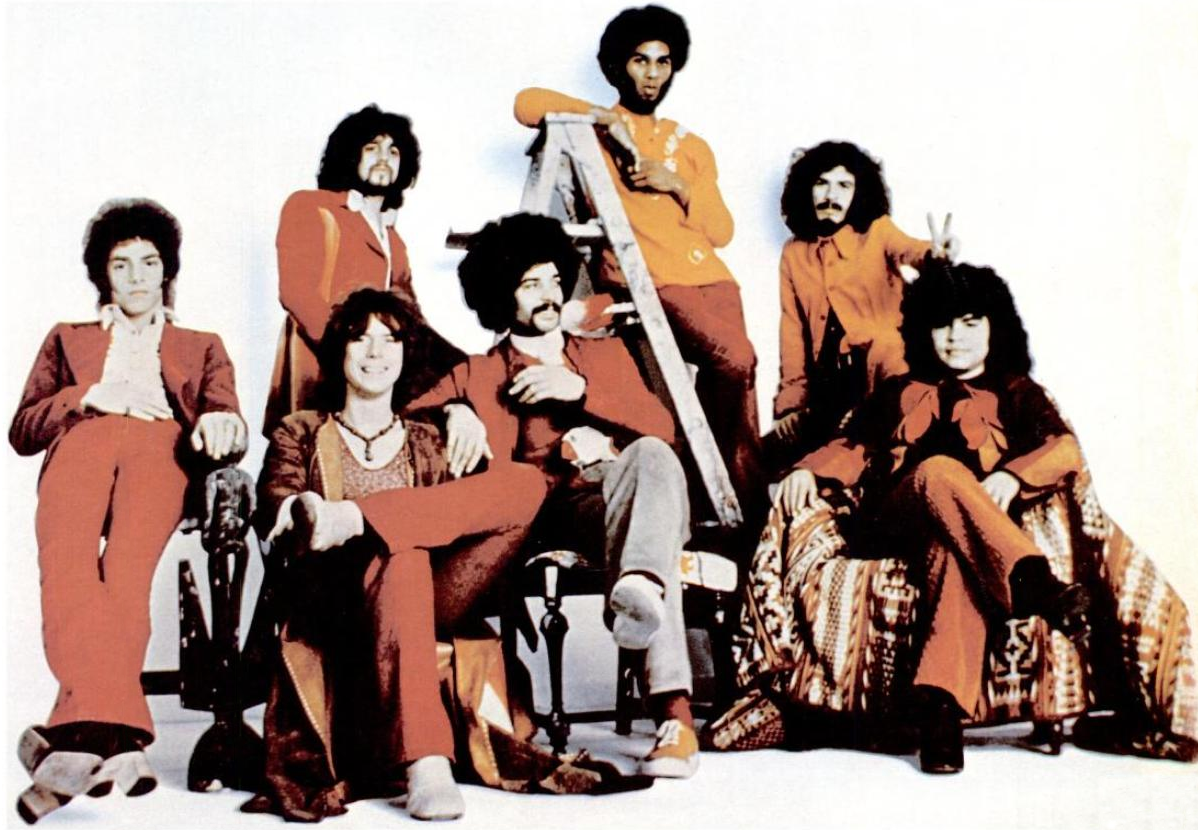
Santana (1971)

Santana (ursprünglich Santana Blues Band) ist eine im Jahr 1966 vom mexikanisch-amerikanischen Gitarristen und Sänger Carlos Santana in San Francisco gegründete US-amerikanische Latin-Rock-Band. Santana ist eine in ihrer personellen Zusammensetzung von zahlreichen Wechseln geprägte Gruppe und hat sich zusammen mit den ausgeschiedenen und neu hinzugekommenen Einzelmitgliedern um die Verbreitung des Latin Rock verdient gemacht. Die Kürzung des Namens von Santana Blues Band auf Santana erfolgte im Juni 1968.

## Geschichte

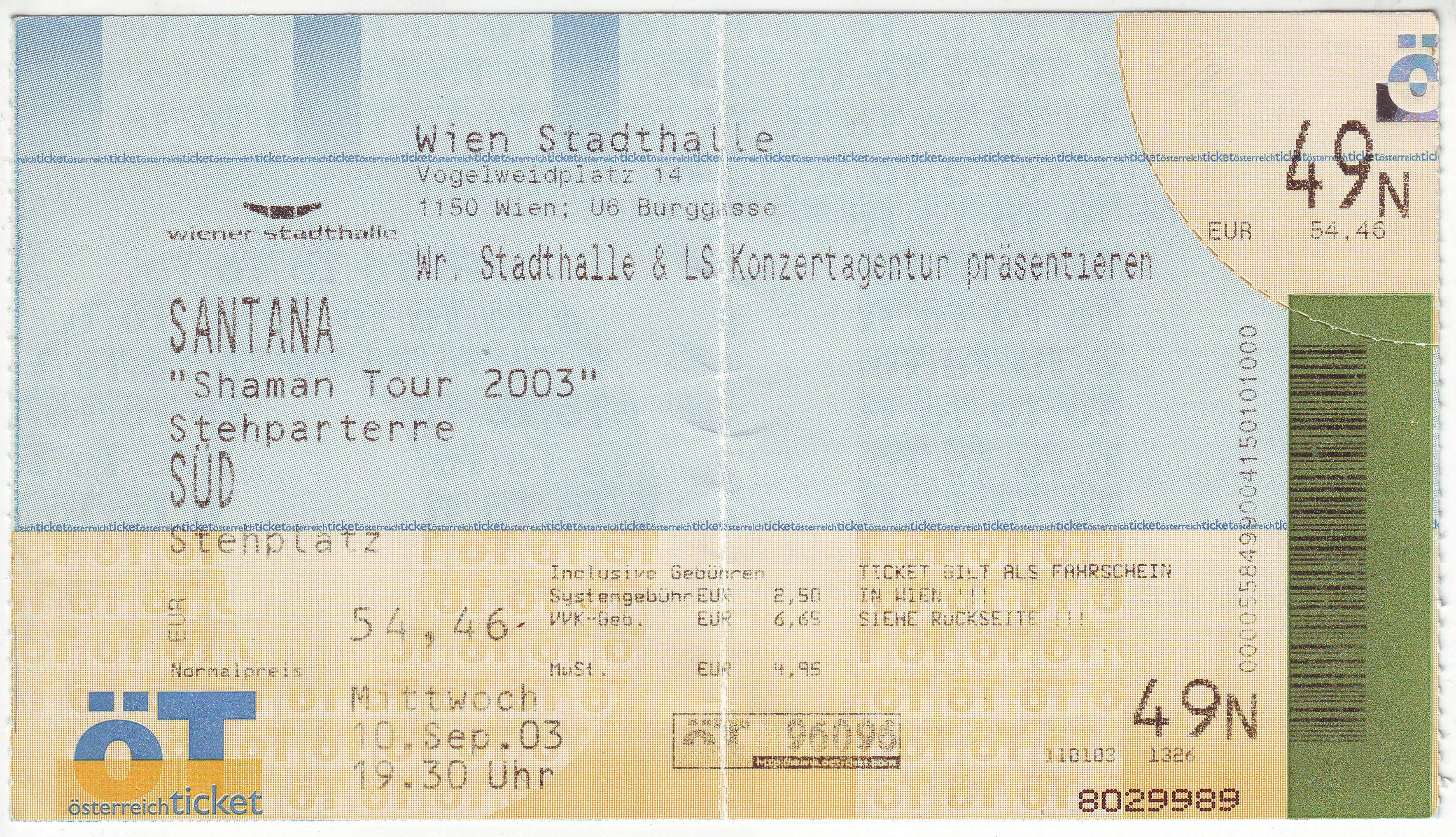
Ticket Santana Shaman Tour 2003, Wiener Stadthalle, 10. September 2003

Die Band wurde 1966 in San Francisco gegründet, zunächst als Santana Blues Band; zur ersten Formation gehörten Tom Frazier (Gitarre), Mike Carabello (Perkussion), Rod Harper (Schlagzeug), Gus Rodriguez (Bassgitarre) und Gregg Rolie (Orgel, Gesang). In den Folgejahren hat sich die Zusammensetzung der Gruppe sehr häufig und grundlegend verändert. Der Impressario Bill Graham entdeckte die Band und buchte sie für einen ersten Auftritt in seinem Fillmore West am 16. Juni 1968. Kurz darauf bekam die Gruppe einen Vertrag mit Columbia Records. Nur wenig vor dem Aufnahmetermin des ersten Albums baute Santana die Band noch einmal um; Mike Carabello kam wieder und Michael Shrieve sowie José „Chepito“ Areas an den Timbales kamen neu hinzu. Mit acht Songs trat die Formation am 16. August 1969, kurz vor der Veröffentlichung ihres ersten Albums, beim Woodstock-Festival auf und führte dieses zu einem der ersten musikalischen Höhepunkte. Titel wie Evil Ways, Oye como va und Black Magic Woman (Coverversion; Original von Peter Green) von den ersten beiden Alben Santana und Abraxas wurden Pop-Hits. In den Jahren 1971 bis 1972 kam es kurzzeitig zu einer Trennung zwischen Carlos Santana und der Band.
Bis 1973 blieb die Gruppe an der Spitze der Charts; dann begann Bandleader Carlos Santana, mit ihr Fusion-orientierte Musik, teilweise sogar in den Spiritual Jazz reichend, zu spielen. Die Popularität der Band vergrößerte sich 1999 wieder, dank des Albums Supernatural, das wesentlich von Produzent Clive Davis beeinflusst wurde und den Titel Smooth mit Rob Thomas enthielt, der sich zu ihrem ersten Nummer-eins-Hit entwickelte. Dieser dauerhafte Klassiker ermöglichte es Santana, wohlbehalten ins 21. Jahrhundert zu gelangen. Für das Album Santana IV holte Carlos Santana 2016 wieder die Besetzung des Albums Santana III zusammen. Auf neueren Alben hat die Band mit prominenten Gäste gearbeitet: 2018 kamen die Isley Brothers für Power of Peace; 2019 das Album Africa Speaks wurde mit der spanischen Sängerin Concha Buika aufgenommen. 2021 entstand Blessings and Miracles, ein mit Stars wie Corey Glover (von Living Colour), Chick Corea, Steve Winwood und Mitgliedern von Metallica besetztes Album im Stil von Supernatural.
Nur selten übernahm Carlos Santana selbst den Gesangspart; meist sangen andere Bandmitglieder. So ist bei Black Magic Woman (vom zweiten Album Abraxas), einem der bekanntesten Stücke der Gruppe, als Sänger der Keyboarder Gregg Rolie zu hören.

## Die Formation von 2017
- Carlos Santana – Gitarre, Gesang, Perkussion[8]
- Dave K. Mathews – Keyboards
- Benny Rietveld – Bass
- Cindy Blackman Santana – Schlagzeug
- Ray Greene – Gesang
- Andy Vargas – Gesang
- Tony Lindsay – Gesang
- Karl Perazzo – Timbales, Perkussion
- Marcus Malone – Congas, Perkussion
- Paoli Mejías – Perkussion
- Tommy Anthony – Gitarre

## Frühere Bandmitglieder
| Gesang | Gesang |
| --- | --- |
| - Gregg Rolie – 1966–1972 - Leon Thomas – 1973, † 1999 - Leon Patillo – 1974–1975 - Greg Walker – 1975–1976, 1976–1979, 1983–1985 - Luther Rabb – 1976 - Joel Badie – 1976                                                                                            | - Alex Ligertwood – 1979–1983, 1984–1985, 1987, 1989–1991, 1992–1994 - Buddy Miles † 2008 (Gesang und Schlagzeug) – 1986, 1987 - Tony Lindsay – 1991, 1995–2003, ?–heute - Vorriece Cooper – 1993 - Curtis Salgado – 1995                                                                |
| Keyboards | |
| - Gregg Rolie – 1966–1972 - Tom Coster – 1972–1978, 1983–1984 - Richard Kermode – 1972–1973 - Chris Rhyne – 1978–1979 - Alan Pasqua – 1979–1980 | - Richard Baker – 1980–1982 - David Sancious – 1984 - Chester Thompson – 1983–2009 - Sterling Crew – 1985 - Lawrence Rogers – 1994–1999 - Freddy Ravel – 2010 |
| Gitarre | |
| - Tom Frazier – 1966–1967 - Neal Schon – 1971–1972 | - Chris Solberg – 1978–1980 - Myron Dove – 2003–2005 |
| Bass | |
| - Gus Rodriguez – 1966–1967 - David Brown – 1967–1971, 1974–1976, † 2000 - Tom Rutley – 1971–1972 - Doug Rauch – 1972–1973 - Byron Miller – 1976 - Pablo Telez – 1976–1977                                                                                            | - David Margen – 1977–1982 - Keith Jones – 1983–1984, 1989 - Alphonso Johnson – 1985–1989, 1992 - Benny Rietveld – 1990–1992, 1997–heute - Myron Dove – 1992–1996 |
| Schlagzeug | |
| - Rod Harper – 1966–1967 - Bob Livingston – 1967–1969 - Michael Shrieve – 1969–1974, 1988 - Leon Ndugu Chancler – 1974–1976, 1988 - Gaylord Birch – 1976, 1991 - Graham Lear – 1976–1984, 1985–1987 - Chester Thompson – 1984 - Walfredo Reyes – 1989–1991, 1992–1993 | - Billy Johnson – 1991, 1994, 2000–2001 - Rodney Holmes – 1993–1994, 1997–2000 - Tommie Bradford – 1994 - Horacio „El Negro“ Hernández – 1997 - Ricky Wellman – 1997 - Dennis Chambers – 1998–2013 - Jose Pepe Jimenez – 2013–2015                                                       |
| Perkussion | |
| - Michael Carabello (Congas) – 1966–1967, 1969–1971 - Marcus Malone (Congas) – 1967–1969 - Jose „Chepito“ Areas (Timbales) – 1969–1977, 1988–1989 - Rico Reyes (Timbales) – 1971, 1972 - Victor Pantoja (Timbales) – 1971 - Coke Escovedo (Timbales) – 1971–1972      | - Pete Escovedo (Timbales) – 1971, 1977–1979 - James Mingo Lewis (Congas) – 1972–1972 - Armando Peraza † 2014 (Congas, Bongos) – 1976, 1977–1990 - Francisco Aguabella (Congas) – 1969–1971 - Orestes Vilató (Timbales) – 1980–1987 - Raul Rekow † 2015 (Congas, Perkussion) – 1976–2013 |
| Blasinstrumente | |
| - Jules Broussard (Saxophon) – 1974–1975 - Russell Tubbs (Querflöte) – 1978 - Oran Coltrane (Saxophon) – 1992 | - Bill Ortiz – Trompete – 1999–2016 - Jeff Cressman – Posaune – 1999–2016 |

## Diskografie
Studioalben

| Jahr               | Titel                                                    | Höchstplatzierung, Gesamtwochen, AuszeichnungChartplatzierungen (Jahr, Titel, Platzierungen, Wochen, Auszeichnungen, Anmerkungen) | Höchstplatzierung, Gesamtwochen, AuszeichnungChartplatzierungen (Jahr, Titel, Platzierungen, Wochen, Auszeichnungen, Anmerkungen) | Höchstplatzierung, Gesamtwochen, AuszeichnungChartplatzierungen (Jahr, Titel, Platzierungen, Wochen, Auszeichnungen, Anmerkungen) | Höchstplatzierung, Gesamtwochen, AuszeichnungChartplatzierungen (Jahr, Titel, Platzierungen, Wochen, Auszeichnungen, Anmerkungen) | Höchstplatzierung, Gesamtwochen, AuszeichnungChartplatzierungen (Jahr, Titel, Platzierungen, Wochen, Auszeichnungen, Anmerkungen) | Anmerkungen |
| Jahr               | Titel                                                    | DE | AT | CH | UK | US | Anmerkungen |
| ------------------ | -------------------------------------------------------- | --- | --- | --- | --- | --- | --- |
| als Santana        |                                                          | | | | | | |
|                    |                                                          | | | | | | |
| 1969               | Santana                                                  | DE12 (32 Wo.)DE | — | — | UK34 (9 Wo.)UK | US4 ×2Doppelplatin · (108 Wo.)US                                                                                                  | Erstveröffentlichung: 22. August 1969 Verkäufe: + 2.000.000; Platz 150 der Rolling-Stone-500                        |
| 1970               | Abraxas                                                  | DE4 Gold · (52 Wo.)DE | — | — | UK7 Gold · (51 Wo.)UK | US1 ×5Fünffachplatin · (88 Wo.)US                                                                                                 | Erstveröffentlichung: 2. September 1970 Verkäufe: + 5.950.000; Platz 205 der Rolling-Stone-500; Grammy Hall of Fame |
| 1971               | Santana III                                              | DE6 (36 Wo.)DE | — | — | UK6 (16 Wo.)UK | US1 ×2Doppelplatin · (39 Wo.)US                                                                                                   | Erstveröffentlichung: 24. September 1971 Verkäufe: + 2.000.000                                                      |
| 1972               | Caravanserai                                             | DE13 (20 Wo.)DE | — | — | UK6 (11 Wo.)UK | US8 Platin · (32 Wo.)US | Erstveröffentlichung: 11. Oktober 1972 Verkäufe: + 1.150.000                                                        |
| 1973               | Welcome                                                  | DE29 (16 Wo.)DE | AT9 (4 Wo.)AT | — | UK8 Silber · (6 Wo.)UK | US25 Gold · (21 Wo.)US | Erstveröffentlichung: 9. November 1973 Verkäufe: + 630.000                                                          |
| 1974               | Borboletta                                               | DE28 (8 Wo.)DE | AT9 (4 Wo.)AT | — | UK18 Silber · (5 Wo.)UK | US20 Gold · (19 Wo.)US | Erstveröffentlichung: 7. Oktober 1974 Verkäufe: + 575.000                                                           |
| 1976               | Amigos                                                   | DE8 (40 Wo.)DE | AT9 (4 Wo.)AT | — | UK13 Silber · (9 Wo.)UK | US10 Gold · (26 Wo.)US | Erstveröffentlichung: 26. März 1976 Verkäufe: + 830.000                                                             |
| 1977               | Festival                                                 | DE15 (16 Wo.)DE | AT9 (12 Wo.)AT | — | UK27 Silber · (6 Wo.)UK | US27 Gold · (19 Wo.)US | Erstveröffentlichung: 13. Januar 1977 Verkäufe: + 675.000                                                           |
| 1977               | Moonflower                                               | DE16 Gold · (26 Wo.)DE | AT10 (16 Wo.)AT | — | UK7 Gold · (27 Wo.)UK | US10 ×2Doppelplatin · (24 Wo.)US                                                                                                  | Erstveröffentlichung: 6. Oktober 1977 Verkäufe: + 2.830.000                                                         |
| 1978               | Inner Secrets                                            | DE11 (20 Wo.)DE | AT19 (12 Wo.)AT | — | UK17 Gold · (16 Wo.)UK | US27 Gold · (33 Wo.)US | Erstveröffentlichung: 31. Oktober 1978 Verkäufe: + 760.000                                                          |
| 1979               | Marathon                                                 | DE40 (4 Wo.)DE | — | — | UK28 Silber · (5 Wo.)UK | US25 Gold · (22 Wo.)US | Erstveröffentlichung: 12. September 1979 Verkäufe: + 660.000                                                        |
| 1981               | Zebop!                                                   | DE21 (21 Wo.)DE | AT12 (6 Wo.)AT | — | UK33 (4 Wo.)UK | US9 Platin · (32 Wo.)US | Erstveröffentlichung: 27. April 1981 Verkäufe: + 1.100.000                                                          |
| 1982               | Shangó                                                   | DE14 (12 Wo.)DE | AT9 (6 Wo.)AT | — | UK35 (7 Wo.)UK | US22 Gold · (23 Wo.)US | Erstveröffentlichung: August 1982 Verkäufe: + 500.000                                                               |
| 1985               | Beyond Appearances                                       | DE20 (12 Wo.)DE | AT24 (4 Wo.)AT | CH9 (9 Wo.)CH | UK58 (3 Wo.)UK | US50 (21 Wo.)US | Erstveröffentlichung: 1. Februar 1985                                                                               |
| 1987               | Freedom                                                  | DE23 (15 Wo.)DE | AT16 (8 Wo.)AT | CH8 (9 Wo.)CH | — | US95 (11 Wo.)US | Erstveröffentlichung: Februar 1987                                                                                  |
| 1990               | Spirits Dancing in the Flesh                             | DE34 (10 Wo.)DE | AT28 (3 Wo.)AT | CH19 (9 Wo.)CH | UK68 (1 Wo.)UK | US85 (11 Wo.)US | Erstveröffentlichung: Juni 1990                                                                                     |
| 1992               | Milagro                                                  | DE47 (8 Wo.)DE | AT31 (1 Wo.)AT | CH11 (9 Wo.)CH | — | US102 (13 Wo.)US | Erstveröffentlichung: Mai 1992                                                                                      |
| 1999               | Supernatural                                             | DE1 ×2Doppelplatin · (85 Wo.)DE                                                                                                   | AT1 ×2Doppelplatin · (61 Wo.)AT                                                                                                   | CH1 ×4Vierfachplatin · (82 Wo.)CH                                                                                                 | UK1 ×3Dreifachplatin · (64 Wo.)UK                                                                                                 | US1 ×5Diamant + Fünffachplatin · (103 Wo.)US                                                                                      | Erstveröffentlichung: 14. Juni 1999 Verkäufe: + 30.000.000; zwei Grammy Awards (Album und Rockalbum des Jahres)     |
| 2002               | Shaman                                                   | DE2 Platin · (20 Wo.)DE | AT4 Platin · (17 Wo.)AT | CH1 ×2Doppelplatin · (24 Wo.)CH                                                                                                   | UK15 Gold · (10 Wo.)UK | US1 ×2Doppelplatin · (56 Wo.)US                                                                                                   | Erstveröffentlichung: 21. Oktober 2002 Verkäufe: + 3.420.811                                                        |
| 2005               | All That I Am                                            | DE6 (13 Wo.)DE | AT6 Gold · (11 Wo.)AT | CH5 Gold · (15 Wo.)CH | UK36 (3 Wo.)UK | US2 Gold · (20 Wo.)US | Erstveröffentlichung: 31. Oktober 2005 Verkäufe: + 665.000                                                          |
| 2010               | Guitar Heaven – The Greatest Guitar Classics of All Time | DE10 (8 Wo.)DE | AT5 (7 Wo.)AT | CH5 (8 Wo.)CH | UK15 (5 Wo.)UK | US5 (18 Wo.)US | Erstveröffentlichung: 21. September 2010 Verkäufe: + 175.500                                                        |
| 2012               | Shape Shifter                                            | DE19 (5 Wo.)DE | AT29 (5 Wo.)AT | CH8 (6 Wo.)CH | UK49 (1 Wo.)UK | US16 (5 Wo.)US | Erstveröffentlichung: 14. Mai 2012                                                                                  |
| 2014               | Corazón                                                  | DE12 (5 Wo.)DE | AT5 (5 Wo.)AT | CH14 (8 Wo.)CH | UK58 (1 Wo.)UK | US9 ×2Doppelplatin · (10 Wo.)US                                                                                                   | Erstveröffentlichung: 6. Mai 2014 Verkäufe: + 150.000,                                                              |
| 2016               | Santana IV                                               | DE5 (10 Wo.)DE | AT11 (8 Wo.)AT | CH7 (7 Wo.)CH | UK4 (3 Wo.)UK | US5 (6 Wo.)US | Erstveröffentlichung: 15. April 2016                                                                                |
| 2019               | Africa Speaks                                            | DE6 (8 Wo.)DE | AT9 (6 Wo.)AT | CH6 (10 Wo.)CH | UK35 (1 Wo.)UK | US3 (3 Wo.)US | Erstveröffentlichung: 7. Juni 2019                                                                                  |
| 2021               | Blessings and Miracles                                   | DE7 (5 Wo.)DE | AT13 (1 Wo.)AT | CH15 (3 Wo.)CH | — | — | Erstveröffentlichung: 15. Oktober 2021                                                                              |
| 2025               | Sentient                                                 | — | — | CH30 (1 Wo.)CH | — | — | Erstveröffentlichung: 28. März 2025                                                                                 |
| als Carlos Santana |                                                          | | | | | | |
|                    |                                                          | | | | | | |
| 1979               | Oneness: Silver Dreams – Golden Reality                  | — | — | — | UK55 (4 Wo.)UK | US87 (9 Wo.)US | Erstveröffentlichung: 24. März 1979 unter dem Künstlernamen Devadip                                                 |
| 1980               | The Swing of Delight                                     | DE40 (5 Wo.)DE | AT14 (4 Wo.)AT | — | UK65 (2 Wo.)UK | US65 (10 Wo.)US | Erstveröffentlichung: August 1980 als Devadip Carlos Santana                                                        |
| 1983               | Havana Moon                                              | DE21 (12 Wo.)DE | AT18 (2 Wo.)AT | — | UK84 (3 Wo.)UK | US31 (17 Wo.)US | Erstveröffentlichung: April 1983                                                                                    |
| 1987               | Blues for Salvador                                       | — | — | — | — | US195 (1 Wo.)US | Erstveröffentlichung: Oktober 1987                                                                                  |

grau schraffiert: keine Chartdaten aus diesem Jahr verfügbar